# 기젤라 폰 외스터라이히 여대공
기젤라 루이제 마리 폰 외스터라이히 여대공(독일어: Gisela Louise Marie von Österreich, 1856년 7월 12일 ~ 1932년 7월 27일)은 오스트리아-헝가리 제국의 여대공이자 바이에른 왕국의 왕족이다.
오스트리아 빈 근교에 위치한 락센부르크(Laxenburg)에서 프란츠 요제프 1세 황제와 엘리자베트 폰 외스터라이히웅가른 황후의 둘째 딸로 태어났다. 1857년에 언니인 조피 여대공이 어머니와의 여행 도중에 사망하면서 남동생인 루돌프 폰 외스터라이히웅가른 황태자와 함께 할머니인 조피 프레데리케 폰 바이에른 왕녀의 손에서 성장했다. 조피 대공비는 손자, 손녀를 매우 엄하게 키웠다.
1873년 4월 20일 오스트리아 빈에서 바이에른 왕국의 루트비히 2세 국왕의 사촌인 레오폴트 폰 바이에른 왕자와 결혼하여 슬하에 4명의 자녀를 낳았다.

## 자녀
| 사진 | 이름              | 생일             | 사망                   | 기타                                                          |
| ---- | ----------------- | ---------------- | ---------------------- | ------------------------------------------------------------- |
|      | 엘리자베트 마리   | 1874년 1월 8일   | 1957년 3월 4일 (83세)  | 슬하 1남 4녀                                                  |
|      | 아우구스테 마리아 | 1875년 4월 28일  | 1964년 6월 25일 (89세) | 슬하 3남 3녀                                                  |
|      | 게오르크          | 1880년 4월 2일   | 1943년 5월 31일 (63세) | 이자벨라 폰 외스터라이히 여대공(레오폴트 2세의 고손녀)과 결혼 |
|      | 콘라트            | 1883년 11월 22일 | 1969년 9월 6일 (86세)  | 슬하 1남 1녀                                                  |